# Подземная базилика у Порта-Маджоре

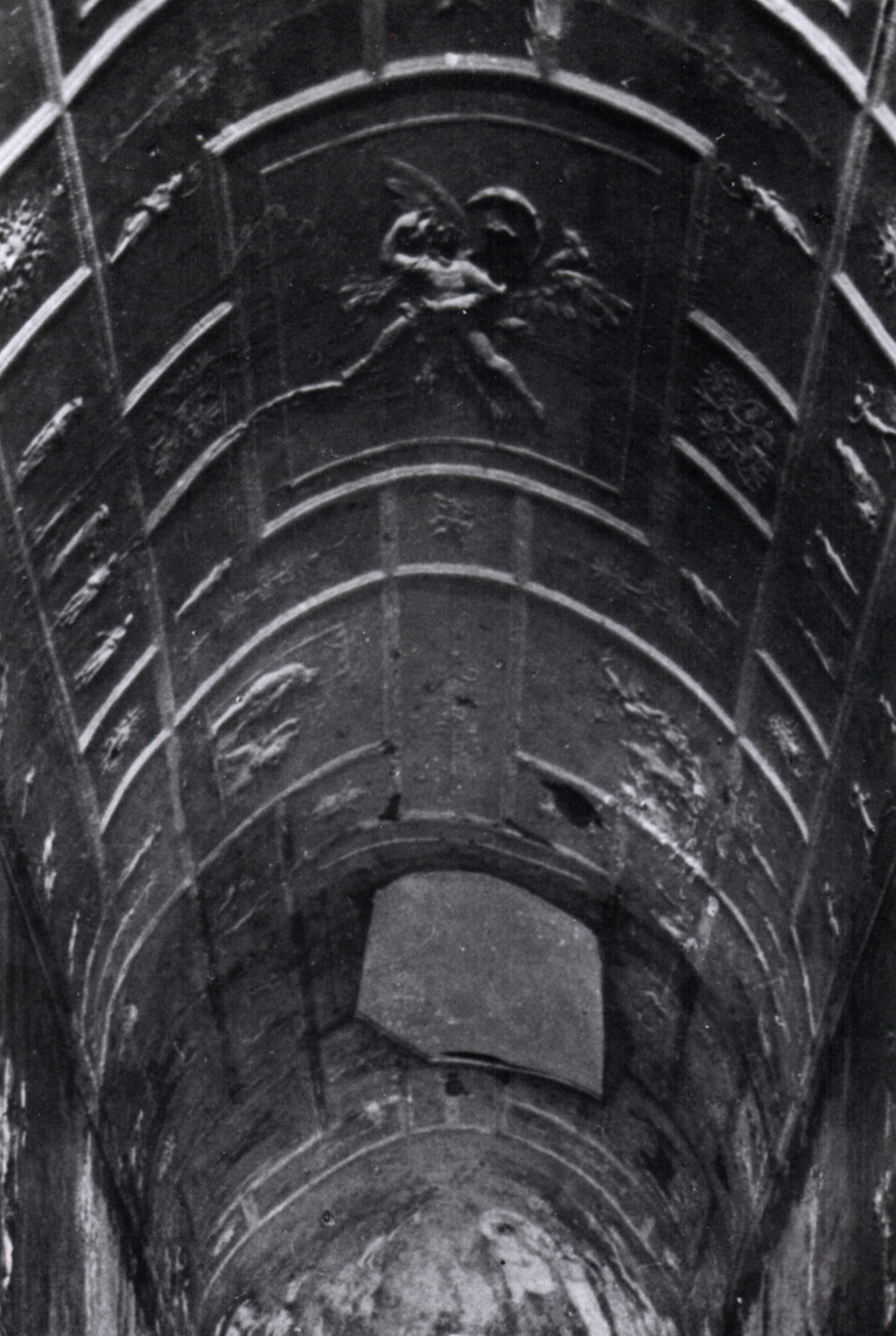
Свод одного из нефов базилики

Подзе́мная бази́лика у По́рта-Маджо́ре (итал. Basilica sotterranea di Porta Maggiore) — базилика I века нашей эры в Риме, недалеко от ворот Порта-Маджоре.

## История
Базилика построена в первой половине I века н. э., но вскоре была заброшена, благодаря чему сохранилась в первозданном виде. Точное назначение базилики неизвестно. Судя по тематике лепных рельефов, она служила для отправления эзотерического языческого культа, предположительно, неопифагорейского. Считается, что базилику построило влиятельное семейство Статилиев. Тацит в «Анналах» сообщает о том, что жена Клавдия, Агриппина, оговорила главу семейства, Статилия Тавра, чтобы завладеть его богатством. В 53 г. н. э. Статилию Тавру было предъявлено обвинение в «злонамеренном сношении с магами», в результате чего он покончил с собой.
Базилика была обнаружена случайно в 1917 году, когда её свод частично обрушился при строительстве железнодорожного путепровода и прокладке трамвайной линии.
С 2015 года в базилику открыт ограниченный доступ по предварительной записи.

## Описание
Базилика целиком вырублена в туфе. Она имеет 12 метров в длину, 9 в ширину и 7 в высоту. Имеет три нефа, разделённые шестью столбами, полукруглую апсиду в конце среднего нефа, а также квадратный вестибул. Освещалась через вестибул, через отверстие в его перекрытии. Поверхность стен выровнена бетоном, на который наложена штукатурка с рельефами. Рельефы на стенах и сводах базилики изображают различные мифологические сцены с участием кентавров, грифонов, сатиров, а также классических героев: Ахилла, Орфея, Париса, Геракла и других.
Благодаря своей трёхнефной структуре с центральной апсидой базилика рассматривается как предшественница христианской храмовой архитектуры.